# 라이붕현
라이붕현(베트남어: Huyện Lai Vung / 縣來𡑵)은 베트남 메콩강 삼각주 동탑성의 현이다.

## 행정 구역
라이붕현은 1시진, 11사를 관할하고 있다.

### 시진
- 라이붕 시진 (Thị trấn Lai Vung, 來𡑵市鎭)

### 사
- 딘화 사 (Xã Định Hòa, 定和社)
- 화롱 사 (Xã Hòa Long, 和隆社)
- 화타인 사 (Xã Hòa Thành, 和城社)
- 롱허우 사 (Xã Long Hậu, 隆厚社)
- 롱탕 사 (Xã Long Thắng, 隆勝社)
- 퐁화 사 (Xã Phong Hòa, 豐和社)
- 떤즈엉 사 (Xã Tân Dương, 新陽社)
- 떤화 사 (Xã Tân Hòa, 新和社)
- 떤프억 사 (Xã Tân Phước, 新福社)
- 떤타인 사 (Xã Tân Thành, 新城社)
- 빈트이 사 (Xã Vĩnh Thới, 永泰社)